# どうして、ニワトリは道を横切ったの?

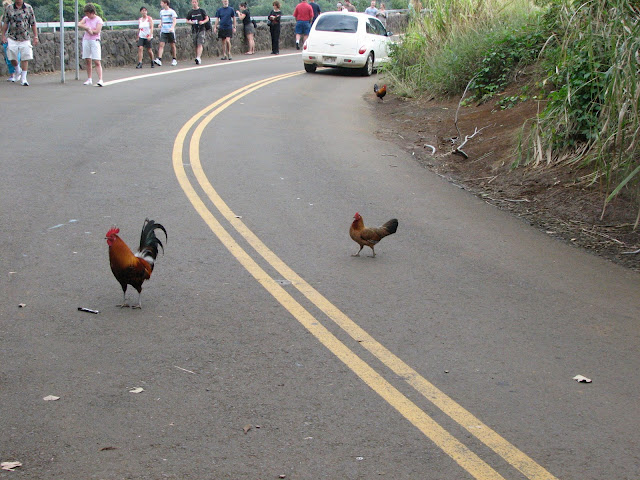
道の反対側へ行きたいニワトリ（2羽）

「どうして、ニワトリは道を横切ったの？」（Why did the chicken cross the road?）は、有名ななぞなぞ（リドル・ジョーク）の一つ。その答えは「反対側に行きたかったから（To get to the other side）」。アンチユーモアの一種であり、ジョーク特有の不可思議な設定により、聞き手はトンチの利いたオチを期待するが、実際には単純な事実が述べられるだけである。このジョークは、一般によく知られた典型的なものであり、過去何度も繰り返され、変化してきた。

## 歴史
1847年、ニューヨークの月刊誌『The Knickerbocker』に掲載されたなぞなぞである。
1890年代には、雑誌『Potter's American Monthly』に改変版が掲載された。

## バリエーション

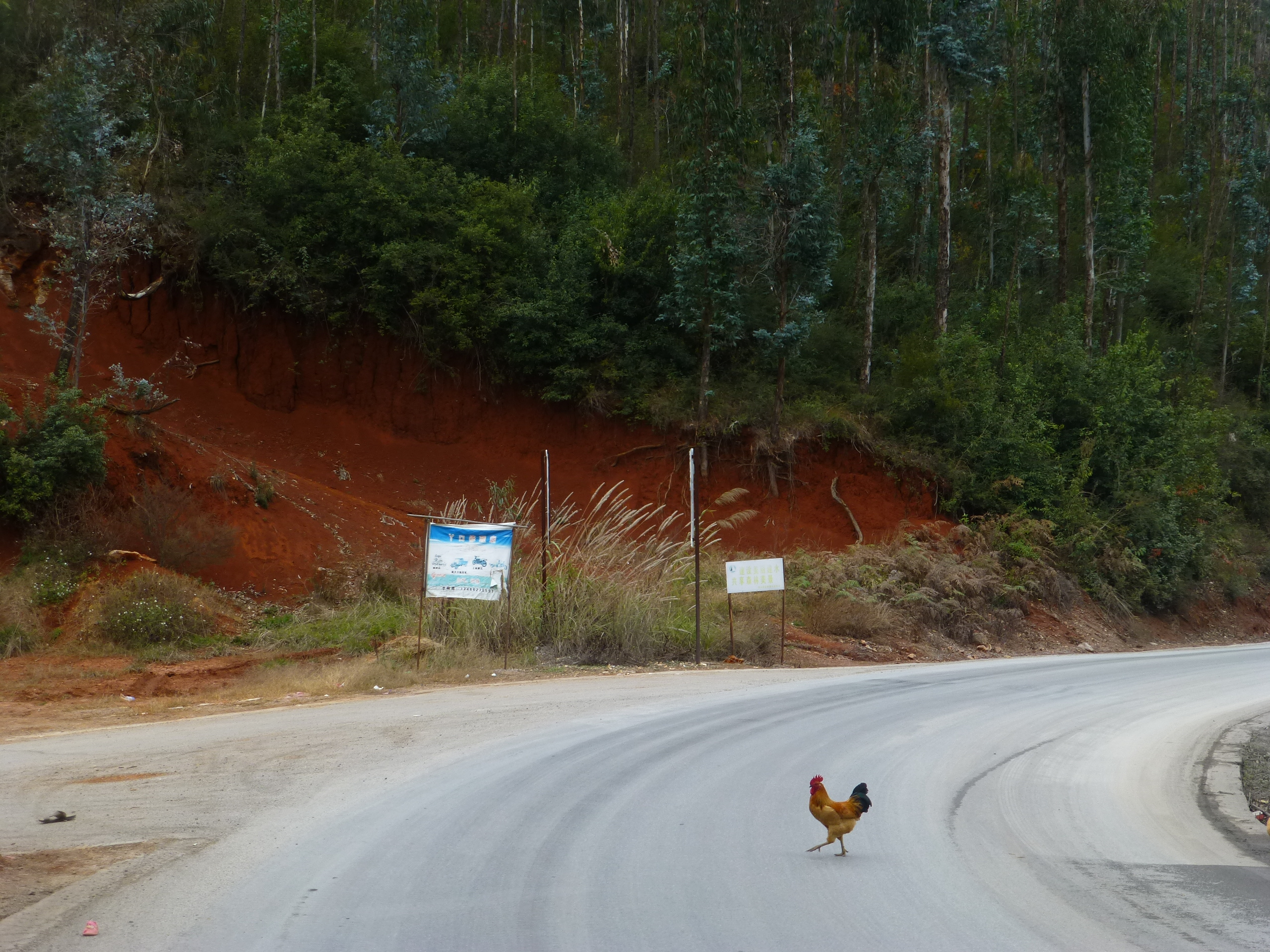
雲南省の214号線で道路を横切るニワトリ

有名であるがゆえに、問題と答えを知っていることを前提にしたジョークもたくさんある。例えば「遠回りするには遠すぎた」というように、別のオチをつけることもある。他の種別としては、ニワトリ以外の動物に道を渡らせるものがある。例えば以下に挙げる。
- 「なぜアヒル（または七面鳥）は道を横切ったの？」「ニワトリは休日だったから」
- 「なぜ恐竜は道を横切ったの？」「ニワトリはまだ存在しなかったから」
- 「なぜクジラは海を横切ったの？」「他の海洋に行きたかったから」

この類例で以下のものがある。
- 「なぜチューインガムは道を横切ったの？」「ニワトリの足にくっついていたから」

単純にside（反対側）を置き換えたバージョン。
- 「なぜニワトリは公園（遊び場）を横切ったの？」「他の滑り台に行きたかったから」

この類例で数学的な変形をしたものがある。
- 「なぜニワトリはメビウスの輪を横切ったの？」「同じ側に行きたかったから」

ノックノック・ジョークと組み合わさったものもある。
あるいは「なぜアヒルは道を横切ったの？（Why did the duck cross the road?）」「自分がニワトリでないことを証明するためじゃないか？（To prove he's not chicken?）」のような改変版もある。